# Schöpfwerk Petershörn
Das Schöpfwerk Petershörn entwässert das rund 33.100 Hektar große Verbandsgebiet der Sielacht Bockhorn-Friedeburg über das Dangaster Tief in den Jadebusen.

## Bauwerk
Das Schöpfwerk wurde von 1959 bis 1962 in Petersgroden errichtet und steht auf einer 7–11 m tiefen Pfahlgründung aus 900 Holzpfählen. Es ist mit vier Schaufelradpumpen ausgerüstet, die zusammen 48 m³/s fördern können. Die Technik wurde zwischen 2010 und 2012 vollständig erneuert und eine umfangreiche Überwachungs- und Steuerungsfunktion nachgerüstet. Die Unterschöpfwerke Hiddels, Sanderahm, Güstfenne, Gooseschloot und Kalbschloot können seitdem zentral aus dem Leitstand des Schöpfwerkes Petershörn ferngesteuert werden.

## Einzugsgebiet
Zum Verbandsgebiet der Sielacht Bockhorn-Friedeburg gehören die Gemeinden Bockhorn und Zetel, weite Bereiche von Friedeburg sowie Teile von Sande, Westerstede, Wiesmoor und Varel. Das Oberflächenwasser wird über das Friedeburger Tief und Ellenserdammer Tief sowie deren Nebengewässer zugeführt.